# ميدالية تيموشينكو
وسام تيموشينكو : هو جائزة تمنح سنويًا من قبل الجمعية الأمريكية للمهندسين الميكانيكيين (ASME) للفرد "تقديراً للمساهمات المتميزة في مجال الميكانيكا التطبيقية.
تم إنشاء ميدالية تيموشينكو، التي تعتبر على نطاق واسع كأعلى جائزة دولية في مجال الميكانيكا التطبيقية، في عام 1957 تكريما لستيفن تيموشينكو، السلطة ذات الشهرة العالمية في هذا المجال. الميدالية «احتفالاً بإسهاماته كمؤلف ومعلم».
الجائزة الفعلية هي ميدالية برونزية وشرف. مُنحت الجائزة الأولى في عام 1957 لستيفن بروكوفيفيتش تيموشينكو.

## إجراءات الترشيح
تتكون لجنة ميدالية تيموشينكو من خمسة من الحاصلين على ميداليات تيموشينكو، وخمسة أعضاء من اللجنة التنفيذية لقسم الميكانيكا التطبيقية الدولية ASME ، والرؤساء الخمسة السابقين لـ AMD. انظر قائمة الأعضاء الحاليين في اللجنة عند تلقي توصيات من المجتمع الدولي للميكانيكا التطبيقية، ترشح اللجنة ميدالية واحدة كل عام. تمت الموافقة على هذا الترشيح لاحقًا من قبل ASME ؛ لم يتم الإبلاغ عن أي حالة تفيد بأن ASME قد أبطل على الإطلاق ترشيح لجنة ميدالية تيموشينكو.

## خطاب القبول
في كل عام، في عشاء الميكانيكا التطبيقية في الاجتماع السنوي الشتوي ASME ، يلقي الحائز على ميدالية تيموشينكو لهذا العام محاضرة. تقدم هذه المحاضرات ككل منظورًا طويلاً لمجال الميكانيكا التطبيقية، بالإضافة إلى كبسولات من حياة الأفراد غير العاديين. بدأ مشروع لنشر جميع محاضرات ميدالية تيموشينكو على الإنترنت.

## الفائزون بميدالية تيموشينكو
- 2021 - هواجيان جاو، جامعة نانيانغ التكنولوجية، سنغافورة.
- 2020 - ماري كننغهام بويس، جامعة كولومبيا، الولايات المتحدة الأمريكية.
- 2019 - جي إن ريدي، جامعة تكساس إيه آند إم، الولايات المتحدة الأمريكية.
- 2018 - Ares J. Rosakis ، معهد كاليفورنيا للتكنولوجيا، الولايات المتحدة الأمريكية.
- 2017 - فيجو تفيرجارد، جامعة الدنمارك التقنية
- 2016 - ريموند أوغدن، جامعة جلاسكو، اسكتلندا، المملكة المتحدة.
- 2015 - مايكل أورتيز، معهد كاليفورنيا للتكنولوجيا، الولايات المتحدة الأمريكية.
- 2014 - روبرت مكميكينج، جامعة كاليفورنيا في سانتا باربرا، الولايات المتحدة الأمريكية.
- 2013 - ريتشارد إم كريستنسن، جامعة ستانفورد، الولايات المتحدة الأمريكية.
- 2012 - سوبرا سوريش، المؤسسة الوطنية للعلوم (NSF)
- 2011 - آلان نيدلمان، جامعة شمال تكساس (الولايات المتحدة)
- 2010 - فولفجانج كناوس، معهد كاليفورنيا للتكنولوجيا (الولايات المتحدة)
- 2009 - زدينيك بازانت، جامعة نورث وسترن (الولايات المتحدة)
- 2008 - سيا نعمت ناصر، قسم الهندسة الميكانيكية والفضائية، جامعة كاليفورنيا، سان دييغو (الولايات المتحدة)
- 2007 - توماس جيه آر هيوز، معهد الهندسة والعلوم الحاسوبية، جامعة تكساس في أوستن (الولايات المتحدة)
- 2006- كينيث ل.جونسون، جامعة كامبريدج (المملكة المتحدة)
- 2005 - غريغوري إيزاكوفيتش بارنبلات، قسم الرياضيات، جامعة كاليفورنيا، بيركلي (الولايات المتحدة)
- 2004 مورتون إي جورتن، قسم العلوم الرياضية، جامعة كارنيجي ميلون (الولايات المتحدة)
- 2003 - جامعة إل بن فرويند براون (الولايات المتحدة)
- 2002 - جون دبليو هاتشينسون، جامعة هارفارد (الولايات المتحدة)
- 2001 - تيد بليتشكو، جامعة نورث وسترن
- 2000 - رودني جي كليفتون
- 1999 - أناتول روشكو
- 1998 - Olgierd C. Zienkiewicz ، إمبريال كوليدج لندن، معهد الأساليب العددية في الهندسة بجامعة ويلز (المملكة المتحدة)
- 1997 - جون ر. ويليس
- 1996 - ج. تينسلي أودين، معهد الهندسة والعلوم الحاسوبية، جامعة تكساس في أوستن (الولايات المتحدة)
- 1995 - دانيال د. جوزيف، جامعة مينيسوتا (الولايات المتحدة)
- 1994 - جيمس ر. رايس، جامعة هارفارد (الولايات المتحدة)
- 1993 - جون إل لوملي، جامعة كورنيل (الولايات المتحدة)
- 1992- جان د. آخنباخ، جامعة نورث وسترن (الولايات المتحدة)
- 1991 - يوان تشينج فونج، قسم الهندسة الحيوية، جامعة كاليفورنيا، سان دييغو (الولايات المتحدة)
- 1990 - ستيفن إتش كراندال، معهد ماساتشوستس للتكنولوجيا (الولايات المتحدة)
- 1989 - برنارد بوديانسكي، جامعة هارفارد (الولايات المتحدة)
- 1988 - جورج ك. باتشلور
- 1987 - رونالد س. ريفلين
- 1986 - جورج رانكين ايروين
- 1985 - إيلي ستيرنبرغ
- 1984 - جوزيف ب.كيلر
- 1983 - دانيال سي دراكر
- 1982 - جون دبليو مايلز
- 1981 - جون أرجيريس، إمبريال كوليدج لندن (المملكة المتحدة)، جامعة شتوتغارت (ألمانيا)
- 1980 - بول محمد نغدي
- 1979 - جيرالد ل. إريكسن
- 1978 - جورج ف. كاريير، جامعة هارفارد (الولايات المتحدة)
- 1977 - جون دي ايشيلبي
- 1976 - إيراستوس هـ
- 1975 - تشيا تشياو لين
- 1974 - ألبرت إي. جرين
- 1973 - اريك ريسنر
- 1972 - جاكوب ب.دين هارتوغ
- 1971 - هوارد دبليو إيمونز، جامعة هارفارد (الولايات المتحدة)
- 1970 - جيمس جيه ستوكر
- 1969 - جاكوب أكيرت
- 1968 - وارنر تي كويتر
- 1967 - هيليل بوريتسكي
- 1966 - وليام براجر
- 1965 - سيدني غولدشتاين
- 1964 - ريموند دي ميندلين، جامعة كولومبيا (الولايات المتحدة)
- 1963 - مايكل جيمس لايتيل
- 1962 - موريس أ. بيوت
- 1961 - جيمس ن. جوديير
- 1960 - كورنيليوس بي
  - ريتشارد جراميل
- 1959 - السير ريتشارد ساوثويل، جامعة كامبريدج، إمبريال كوليدج لندن (المملكة المتحدة)
- 1958 - أرباد إل ناداي
  - السير جيفري تايلور
  - ثيودور فون كرمان
- 1957 - ستيفن ب. تيموشينكو

## الحواشي
- ^ Timoshenko Lectures: A project has started to make the Timoshenko Medalist Lectures available on-line

## روابط خارجية
- معلومات للترشيح
- التكريمات والجوائز - ميدالية Timoshenko ، الصفحة الرسمية ASME ، حيث يمكن الحصول على نماذج الترشيح.
- الصفحة الرئيسية لقسم الميكانيكا التطبيقية الدولية ASME